# 70
70（七十）是69与71之间的自然数。

## 在数学中
- 第50個合數，正因數有1、2、5、7、10、14、35和70。前一個為69、下一個為72。
質因數分解為{\displaystyle 2\times 5\times 7}。
- 第14個過剩數，真因數和為74，盈度為4。前一個為66、下一個為72。
- 第1個奇異數。下一個為836。
- 第10個佩服數，相減後為本身的因數為2。前一個為66、下一個為78。
- 第44個無平方數因數的數。前一個為69、下一個為71。
- 第4個楔形數。前一個為66、下一個為78。
- 第6個佩爾數。前一個為29、下一個為169。
- 第27個十进制的哈沙德數。前一個為63、下一個為72。
- 第39個十进制的奢侈數。前一個為69、下一個為72。
- 小於70的因數都為虧數。是第2個本原過剩數。前一個是20、後一個是88
- 屬於有形數
  - 第7個五角数。前一個是51、後一個是92。
  - 第5個五胞体数。前一個是35、後一個是126。
  - 第4個十三邊形數。前一個是36、後一個是115。
  - 第6個佩爾數。前一個是29、後一個是169。
- 1/70 = 0.0142857... （底線部份為循環單位共6位）
- 邊長70的正方形是能夠在面積上和逐個累計的小正方形相等，但是在幾何上不滿足互相覆蓋關係的正方形[1]，換句話說即70的平方等於從1開始之連續正整數平方和的平方數[2]，即{\displaystyle 70^{2}=\sum _{k=1}^{24}k^{2}}。前一個有此性質的數是1，下一個尚未被發現。
- 70!是Googol的接近值。
70! = 11,978,571,669,969,891,796,072,783,721,689,098,736,458,938,142,546,425,857,555,362,864,628,009,582,789,845,319,680,000,000,000,000,000 
≒ 1.1978571669969891796 × 10100 ≒ googol。

## 在人类文化中
中国有句俗话：人生七十古来稀，意指当时能够活到70岁的人非常稀等少。因此，传统上这个岁数的生日会比较隆重其事。
- 滿族人名中，70（那丹珠）是常见的数字名之一。
- 部分在領域中，會以70為及格分數。

## 在科学中
- 鐿的原子序數[4]。

## 在其它领域中
香港城巴70線，來往香港仔與中環（交易廣場），是香港仔來往金鐘、中環的主要路線